# Kolegium Trójcy Świętej (Oksford)
Kolegium Trójcy Świętej (ang. Trinity College), pełna nazwa: Kolegium Trójcy Świętej Uniwersytetu Oksfordzkiego (ang. Trinity College, University of Oxford) – jedno z kolegiów (constituent colleges) Uniwersytetu Oksfordzkiego, ufundowane przez Thomasa Pope'a.
Oficjalna (w praktyce nieużywana) nazwa to College of the Holy and Undivided Trinity in the University of Oxford, of the Foundation of Thomas Pope (Kolegium Świętej i Niepodzielnej Trójcy na Uniwersytecie Oksfordzkim, Fundacji Thomasa Pope'a). Potocznie jest nazywane Trinity.

## Historia
Instytucja została założona w 1555, na miejscu zlikwidowanego przez Henryka VIII (w ramach kasaty zakonów, jako walki z jego przeciwnikami religijnymi) benedyktyńskiego Kolegium Durham, jednego z pierwszych kolegiów oksfordzkich (powołanego w 1291).

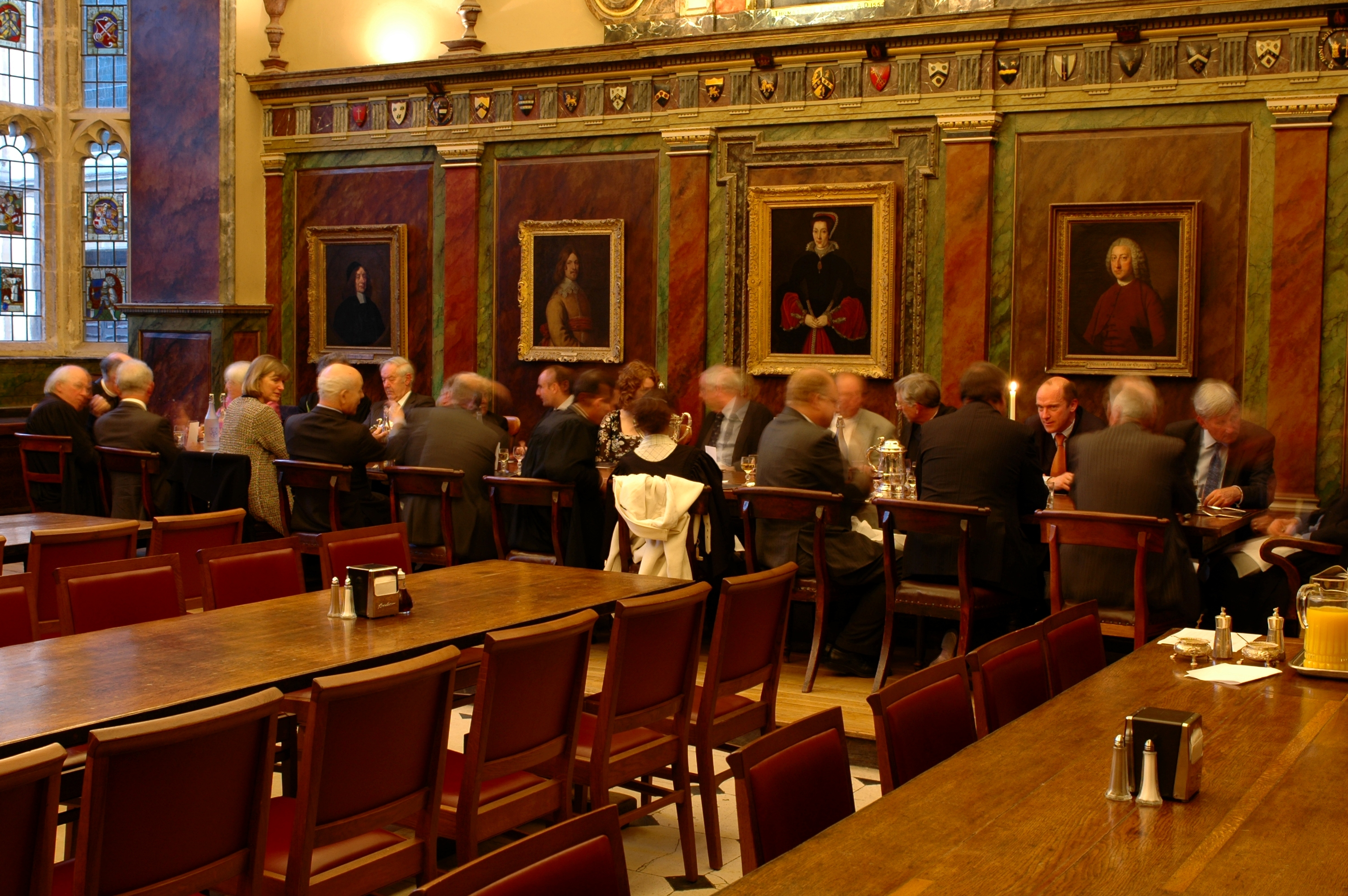
Stół profesorski (High Table) w jadalni Kolegium Trójcy Świętej

## Absolwenci
- Richard Francis Burton – podróżnik
- John Henry Newman – teolog i kardynał
- Włodzimierz Julian Korab-Karpowicz – filozof i politolog
- Walter Savage Landor – poeta
- Henry Moseley – fizyk
- Angus Ogilvy – arystokrata i przedsiębiorca
- James Stanhope – generał w czasie wojny o sukcesję hiszpańską
- Terence Rattigan – dramatopisarz
- Norris McWhirter – współtwórca Księgi rekordów Guinnessa